# Whale Pass
Whale Pass é uma Região censo-designada localizada no estado americano de Alasca, no Distrito de Prince of Wales - Outer Ketchikan.

## Demografia
Segundo o censo americano de 2000, a sua população era de 58 habitantes.

## Geografia
De acordo com o United States Census Bureau, a localidade tem uma área de 96,7 km², dos quais 92,2 km² cobertos por terra e 4,5 km² cobertos por água.

## Localidades na vizinhança
O diagrama seguinte representa as localidades num raio de 40 km ao redor de Whale Pass.